# Таюрский, Дмитрий Альбертович
Дмитрий Альбертович Таюрский (род. 23 ноября 1963, Казань, Татарская АССР, РСФСР, СССР) — советский и российский учёный, физик, доктор физико-математических наук (2001). Лауреат Государственной премии Республики Татарстан в области науки и техники (2006). Временно исполняющий обязанности ректора Казанского университета (2021—2022).

## Биография
Дмитрий Альбертович Таюрский родился 23 ноября 1963 года в Казани. Родители — Альберт Георгиевич (р. 1939, физик) и Галина Васильевна (р. 1940, радиофизик), доценты Казанского университета.
В 1980 году поступил на физический факультет Казанского государственного университета имени В. И. Ульянова-Ленина, где специализировался на кафедре теоретической физики. По окончании университета в 1985 году, до 1988 года учился в аспирантуре на той же кафедре. В 1989 году получил учёную степень кандидата физико-математических наук, защитив в Казанском университе диссертацию по теме «Спиновая кинетика в парамагнитных кристаллах при низких температурах» под руководством профессора Б. И. Кочелаева.
В 1988 году перешёл на кафедру общей физики, где до 1991 года работал ассистентом. В 1992 году получил учёное звание доцента. В 1990-х годах занимался изучением иностранных систем образования. В 1996 году был приглашённым учёным Байройтского университета в Германии, а в 1997—1998 годах — приглашённым лектором университета Канадзавы в Японии. В тот период активно работал с японскими учёными, в частности, выступал в Токийском университете. В 2001 году получил степень доктора физико-математических наук, защитив в Казанском физико-техническом институте имени Е. К. Завойского диссертацию на тему «Магнитная связь жидкого 3Не и диэлектрических ван-флековских парамагнетиков» под руководством профессора М. С. Тагирова. В 2003 году получил звание профессора, продолжив работу на кафедре общей физики. Подготовил 10 кандидатов наук.
В научном плане специализируется на проблемах магнетизма твёрдых тел и квантовых жидкостей, в области физики конденсированного состояния и сложных систем, нанофизики, неравновесной термодинамики. Является автором теории кинетики и термодинамики спиновых систем диэлектрических кристаллов при низких и сверхнизких температурах, теории ван-флековского парамагнетизма в диэлектрических кристаллах при сильных магнитных полях, установил природу магнитной связи между жидким гелием-3 и диэлектрическими ван-флековскими парамагнетиками, а также обнаружил высокочастотный электронный парамагнитный резонанс ионов тулия в кристаллах этилсульфата и квантовый фазовый переход в фермионном соединении CeRu2Si2 при магнитном поле.

## Административная деятельность
В 2008—2010 годах был заместителем декана по учебной работе физического факультета Казанского (Приволжского) федерального университета, в 2010—2012 годах — заместителем директора по образовательной деятельности Института физики КФУ, а с 2012 года занимает должность заведующего кафедрой общей физики Института. Также является главным научным сотрудником Научно-исследовательской лаборатории «Квантовые жидкости и квантовые газы». В 2015 году стал проректором университета по образовательной деятельности, вместо Р. Г. Минзарипова. В 2021 году сменил Д. К. Нургалиева в должности проректора по научной деятельности, тогда как проректором в области образования стал Т. Б. Алишев. На данном посту отвечал за разработку политики университета в области научной деятельности, создания и использования интеллектуальной собственности, а также за научные исследования всех подразделений К(П)ФУ.

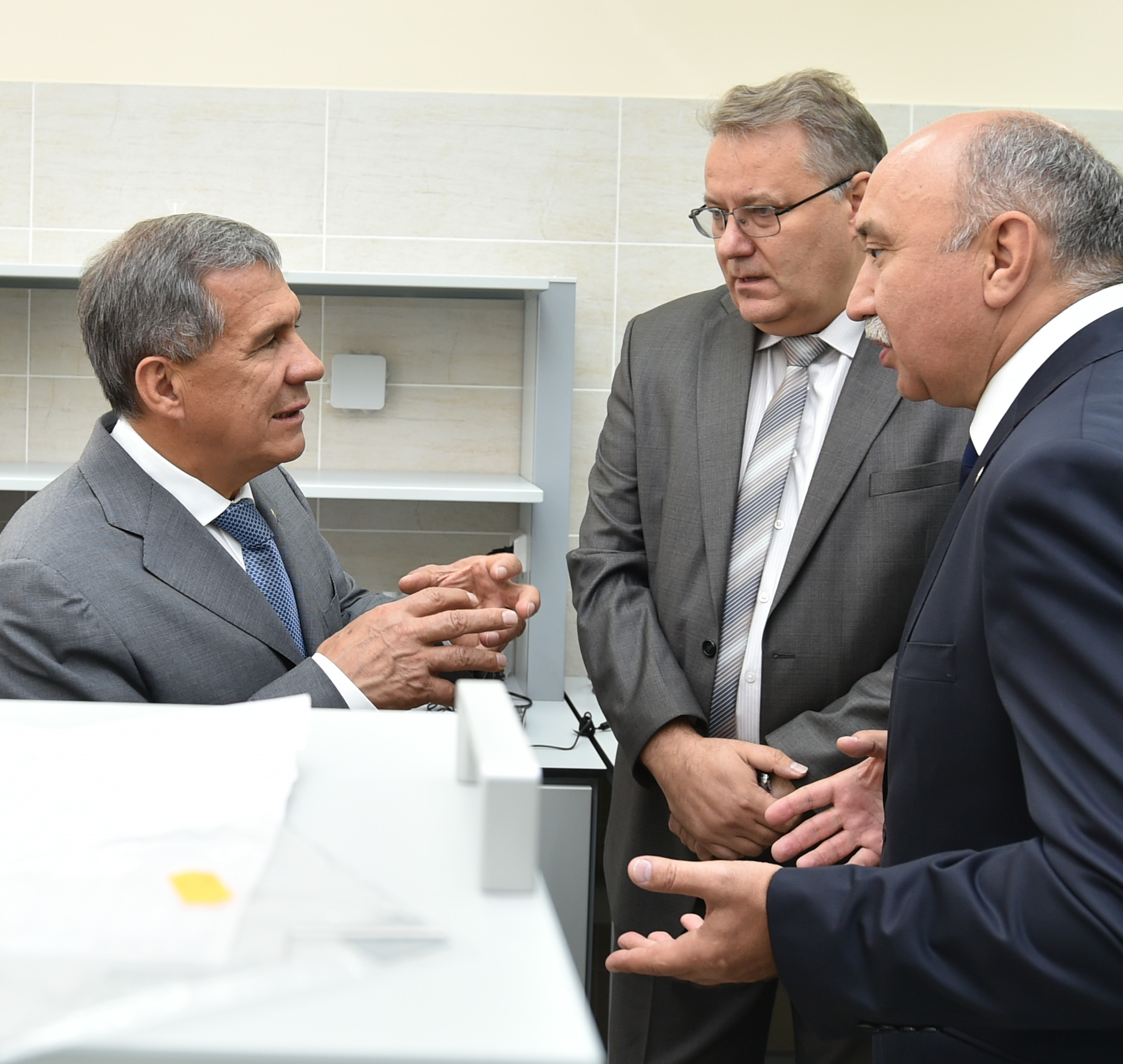
С президентом Татарстана Р. Н. Миннихановым и ректором КФУ И. Р. Гафуровым, 2015 год

В 2020 году назначен исполняющим обязанности директора Института физики КФУ, вместо С. И. Никитина, до 2021 года и назначения нового директора М. Р. Гафурова. В 2021 году избран заместителем председателя учёного совета университета. В этой должности занимался организацией работы совета, подготовкой и реализацией его решений, в частности, в области научной работы.
Сейчас пока уровень популяризации научных знаний довольно низок. Нашим детям не хватает качества, которое очень хорошо выражено английским словом curiosity — я бы перевёл это не просто как «любопытство», а, если хотите, как «наукозаинтересованность». […] Без кропотливой работы по поиску, воспитанию и поддержке новых педагогических кадров, личностей, которые смогут зажечь в молодых искру любознательности, привить тягу к знаниям, нам не обойтись.Дмитрий Таюрский, 2021 год.
22 декабря 2021 года Таюрский был назначен временно исполняющим обязанности ректора Казанского университета, на весь период временного отстранения И. Р. Гафурова от работы, арестованного накануне по подозрению в подстрекательстве к заказному убийству. Первым шагом Таюрского, одновременно и как заместителя председателя ученого совета, стал выпуск обращения к властям России и Татарстана «с просьбой оказать содействие в объективном рассмотрении сложившейся ситуации». 29 декабря состоялось заседание учёного совета, на котором заместителем председателя был избран А. Н. Хашов. Сам же Таюрский в тот момент стал одним из кандидатов на полноправное занятие должности ректора КФУ как учёный, пользующийся уважением коллектива.
В 2022 году Таюрский подписал заявление Российского союза ректоров с поддержкой вторжения России на территорию Украины в целях «завершить наконец восьмилетнее противостояние Украины и Донбасса, добиться демилитаризации и денацификации Украины и тем самым защитить себя от нарастающих военных угроз», такое же заявление о поддержке «упреждающей операции российской армии» против «представителей националистического экстремизма» в лице правительства Украины выпустил Совет ректоров вузов Республики Татарстан, а также учёный совет Казанского университета, призвавший «вузовских преподавателей, работников и студентов критически относиться к информации экстремистского толка некоторых СМИ» в условиях «развязанной против России информационной войны» и перед лицом «угроз безопасности и суверенности нашей Родины». При этом, несколько преподавателей КФУ подписали антивоенное письмо с требованием остановить боевые действия во избежание дальнейшей культурной и технологической деградации России; сам же Таюрский назвал российское нападение на Украину — вынужденной мерой, направленной на защиту безопасности России, учитывая также то, что «коллективным Западом полностью попрано международное право», «нарушены все принципы высокой академической культуры и этики», а «российские студенты в вузах ряда стран» подвергаются «гонениям». В то же самое время, своё антивоенное обращение выпустил ряд студентов КФУ, в борьбе с которыми приняли участие вышестоящие сотрудники ректората и преподаватели университета.
21 марта Гафуров был уволен с должности, тогда как 22 марта Таюрский назначен исполняющим обязанности, а уже 24 марта наблюдательный совет университета под руководством Минниханова рекомендовал правительству назначить ректором сенатора Л. Р. Сафина. 9 июня президент Украины В. А. Зеленский ввёл санкции против Казанского университета и Таюрского лично за поддержку военного вторжения на Украину. Ранее Форум свободной России внёс Таюрского в «санкционный список Путина», а Фонд борьбы с коррупцией — в список коррупционеров и разжигателей войны с предложением введения международных санкций за поддержку нападения на Украину. 20 августа премьер-министр Российской Федерации М. В. Мишустин назначил Сафина ректором Казанского университета, а 29 сентября он сменил Таюрского на должности председателя учёного совета.

## Награды
Премии
- Государственная премия Республики Татарстан в области науки и техники (2006 год) — за цикл работ «Физика ванфлековских парамагнетиков»[43][44].
- Премия имени Е. К. Завойского для молодых учёных (1998 год)[7][45].

Звания
- Почётное звание «Заслуженный деятель науки России» (2025 год) — за заслуги в научной деятельности и многолетнюю добросовестную работу[46].
- Почётное звание «Заслуженный деятель науки Республики Татарстан[тат.]» (2019 год) — за многолетнюю плодотворную научно-исследовательскую деятельность и значительный вклад в подготовку высококвалифицированных специалистов[47][48].
- Почётный работник высшего профессионального образования Российской Федерации (2011 год)[5].
- Соросовский доцент (2000 год)[7].

Медали
- Медаль «За доблестный труд» (2024 год) — за большой вклад в подготовку высококвалифицированных специалистов и многолетнюю плодотворную научно-исследовательскую деятельность[49].

## Личная жизнь
Женат, есть дочь. Владеет английским и японским языками.